# Nina Burger
Nina Burger (Tulln an der Donau, 27 december 1987) is een voetbalspeelster uit Oostenrijk.
In 2014 speelde ze voor Houston Dash in de NWSL. In seizoen 2015/16 ging ze naar SC Sand, om in de Bundesliga Frauen te gaan spelen. Ze speelde daar nog vier seizoenen, en won twee maal de Duitse beker.
Na SC Sand ging Burger terug naar Oostenrijk, en speelde een seizoen voor SV Neulenbach en een seizoen voor First Vienna FC, die uitkomen in de ÖFB-Frauenliga.

## Statistieken
| Seizoen | Club         | Land      | Competitie | Wedstrijden | Doelpunten |
| ------- | ------------ | --------- | ---------- | ----------- | ---------- |
| 2014    | Houston Dash | USA       | NWSL       | 17          | 4          |
| 2015/16 | SC Sand      | Duitsland | FRB        | 21          | 10         |
| 2016/17 | SC Sand      | Duitsland | FRB        | 22          | 7          |
| 2017/18 | SC Sand      | Duitsland | FRB        | 17          | 8          |
| 2018/19 | SC Sand      | Duitsland | FRB        | 13          | 4          |
| Totaal  | Totaal       | Totaal    | Totaal     | 90          | 33         |

Laatste update: juni 2021

## Interlands
Burger speelt voor het Oostenrijks voetbalelftal, en zat in de selectie voor het Europees kampioenschap voetbal vrouwen 2017.
In april 2019 kondigt Burger aan te stoppen met spelen voor het Oostenrijks nationale elftal, wel speelt ze dan nog in de Oostenrijkse competitie.
In 2016 werd Burger topscoorder van de Cyprus Women's Cup.

## Privé
Burger volgde een opleiding aan de politie-academie en werkte vanaf 2011 als politie-agente in Wenen.
Vanaf seizoen 2020/21 leidt Burger de afdeling vrouwen- en meisjesvoetbal bij First Vienna FC.